# Hochschulradio
Das Hochschulradio (auch Uniradio oder Campusradio genannt) zählt zum nichtkommerziellen Rundfunk und wird an einer Hochschule von Studenten betrieben. In Deutschland ist es nur in einigen Bundesländern als eigene Lizenzklasse vorhanden. In den Bundesländern, in denen Uniradio auf eigener Frequenz nicht zulässig ist, senden Hochschulgruppen nur stundenweise, vereinzelt auch nur vorproduziert auf Frequenzen anderer Anbieter, oder müssen sich auf eine Verbreitung per Internet beschränken.
Das erste aktive Uniradio Hochschulfunk (heute: radio hsf) entstand 1950 in der DDR an der Ingenieurschule Ilmenau, der heutigen Technischen Universität Ilmenau. In Westdeutschland unternahmen mehrere studentische Vereinigungen parallel den Versuch, einen studentischen Radiosender zu etablieren. Erste Sendungen auf Amateurfunkfrequenzen strahlte die ags bereits 1953 an der TU Braunschweig aus. Aufgrund der Gesetzgebung in Westdeutschland (Rundfunkstaatsverträge) war es bis zu deren Liberalisierung in den 1980er-Jahren rechtlich keiner studentischen Vereinigung möglich, einen Radiosender zu betreiben. Das erste Hochschulradio in der Bundesrepublik Deutschland begann 1988 an der Eberhard Karls Universität Tübingen unter der Leitung der Journalistin Sigi Lehmann mit dem Sendebetrieb (Uniradio, später Uniwelle genannt). Es sendete bis 2015 bzw. 2017.
Nachfolgend eine Übersicht über die Situation in Deutschland, Österreich und der Schweiz.

## Deutschland

### Baden-Württemberg
In Baden-Württemberg gibt es eigenständige Hochschulradios im Rahmen der Lizenzklasse der nichtkommerziellen Lokalradios, die sich alle ihre Frequenz mit einem Freien Radio teilen:
- Radioaktiv (Mannheim, Heidelberg)
- Campusradio Karlsruhe[5] (Karlsruhe)
- Uniradio Konstanz (Konstanz)

Als reines Internetradio gibt es:
- Welle20 (Friedrichshafen)
- FuFunk (Furtwangen)
- Künzelsound (Künzelsau)

Studentisches Radio gibt es in Baden-Württemberg allerdings auch im Rahmen der sogenannten Lernradios:
- LernRadio (Karlsruhe)
- HoRadS (Stuttgart)
- Uniradio Freiburg/echo-fm 88,4 (Freiburg im Breisgau)

### Bayern
Hochschulradio findet in Bayern hauptsächlich im Rahmen von durch Studenten gestaltete Fenstersendungen in den Lokalradios statt:
- Kanal C (Augsburg) auf Radio Fantasy
- Radio Pegasus (Eichstätt) auf Radio Galaxy Ingolstadt
- Radio Leporello (Rosenheim) auf (Radio Regenbogen)

Des Weiteren gibt es in Bayern noch zwei „Aus- und Fortbildungskanäle“, in denen Uniradio ein wesentlicher Bestandteil ist, aber auch andere Gruppen und Institutionen senden:
- afk max (Nürnberg)
- afk M94.5 (München)

Die folgenden sieben selbstfinanzierten Internetradiosender werden von Studierenden der Otto-Friedrich-Universität Bamberg, Universität Bayreuth, Friedrich-Alexander-Universität Erlangen-Nürnberg, Hochschule für angewandte Wissenschaften München, Universität Passau, Universität Regensburg, Julius-Maximilians-Universität Würzburg und der Technischen Hochschule Deggendorf betrieben:
- Uni-Vox.de (Bamberg)
- schalltwerk.org (Bayreuth)
- Funklust (Erlangen)
- Radio Microwelle (München)
- Campuscrew (Passau)
- Studentenfunk Regensburg (Regensburg)
- UR Würzburg (Würzburg)
- Radio WebWelle (Deggendorf)

Im Rahmen der Tests für den neuen digitalen Hörfunkstandard Digital Radio Mondiale (DRM) gingen über Kurzwelle drei eigenständige Hochschulsender auf Sendung. Einige der Projekte wurden inzwischen wieder eingestellt.
- bit eXpress (Erlangen, inzwischen parallel digital auf Mittelwelle, Testweise auch auf UKW und DAB+ in Erlangen in Kooperation mit und unter Flagge Funklust[6])
- Campus Radio Nürnberg (Nürnberg)/(Georg-Simon-Ohm-Hochschule, Projekt beendet)
- radio fine tune (München)/(TUM)

### Berlin/Brandenburg
Das uniRadio Berlin-Brandenburg wurde 1995 gegründet und sendete bis Februar 2005 als eigenständiger Anbieter in Berlin jeden Abend zwei Stunden über UKW auf der Frequenz von Star FM. Dem Sender wurde jedoch keine eigene Sendezeit mehr zugewiesen und sendete er täglich von 17 bis 18 Uhr eine Stunde Programm bei Alex Offener Kanal Berlin (ALEX Berlin) auf 97,2 MHz und per Livestream im Internet. Mittlerweile gibt es diesen Sender jedoch nicht mehr.
Im Sommersemester 2005 wurde an der TU Berlin ein Campusradio gegründet. Mitwirkende sind Studierende der Berliner Universitäten und der Uni Potsdam, die ihre Sendungen per Internetradio verbreiten. Das Studio befindet sich im Broadcast-Studio der TU Berlin und ist mit digitaler Hörfunktechnik ausgestattet. Im Januar 2006 ging das Programm erstmals auf Sendung, wird aber nicht regelmäßig betrieben.
Seit dem Sommersemester 2009 gibt es in Potsdam das Campusradio funkUP. Das Programm besteht aus einem Podcast, der zweimal pro Woche erscheint und verschiedene Sendungsformate – von Musik-, Themen- und Magazinsendungen bis hin zu Hörspielen und Features – umfasst. Zusätzlich hört man das studentische Team seit Mai 2011 auch alle zwei Wochen in Berlin und Potsdam für eine Stunde bei 88vier. (Stand Januar 2012)
Im Wintersemester 2010/11 entstand an der Humboldt-Universität Berlin im Rahmen einer Lehrveranstaltung am Institut für Medienwissenschaften unter der Leitung von Wolfgang Mühl-Benninghaus das Konzept für couchFM, das Berliner Campusradio, das als Ausbildungsradio konzipiert ist und den Studierenden aller Berliner Universitäten zur Mitarbeit offensteht. Seit dem Oktober 2012 sendet couchFM zunächst einmal wöchentlich, seit 2013 zweimal wöchentlich montags und freitags jeweils von 17 bis 18 Uhr bei 88vier. Montags laufen die Musiksendung Klangkompott und der Wissenschaftstalk Studentenfutter, freitags läuft die Magazinsendung mit Musik sowie mit studentischen und berlinbezogenen Themen.
Seit 2016 sendet couchFM täglich 17 bis 18 Uhr auf der neuen Frequenz des offenen Kanals ALEX Berlin. Dieser wechselte 2016 von der 88vier auf die 91,0 MHz. Im selben Jahr, am 13. Oktober, feierte couchFM mit einer 5-stündigen Livesendung sein 5-jähriges Bestehen.

### Bremen
Im Land Bremen gibt es keine eigene Hochschulradiofrequenz. In den 1990er Jahren sendete Radio Bremen 2 in Kooperation mit der Universität Bremen und der Universität Oldenburg ein Programm „Campusradio“. Dieses wurde eingestellt. Nun gibt es seit dem Wintersemester 2004/2005 ein von Studierenden organisiertes Projekt Campus Radio Bremen. Die regelmäßigen Magazin-Sendungen sind in Bremen, Bremerhaven und Umgebung über den Bürgerrundfunk Bremen zu hören. Beiträge sind zudem jederzeit via Internet abrufbar. Das Projekt Campus Radio wird seit 2012 nicht mehr von der Universität angeboten.

### Hamburg
In Hamburg fungiert das Hochschulradio nicht als eigenständiger Sender. Das studentische Uni-Radio sendete einige Jahre auf der Frequenz von TIDE 96,0, dem Hamburger Ausbildungs- und Bürgerkanal.
Dort lief jeden zweiten, vierten und fünften Samstag im Monat „UNIversal – das Campusjournal“ live von 14 bis 15 Uhr. Die Sendung beinhaltete Comedy, Nachrichten, Interviews und Studiogäste zu Hochschulthemen. Musikalisch gestaltete das Resoullouser-DJ-Team das Programm mit einem Live-Set, klassisch und direkt vom Plattenteller. Moderiert wurde die Sendung in der Regel von Fabian Pickel, Kristin Kolodzei und Julia Holzapfel.

### Hessen
Hochschulradio gibt es in Hessen nur im Rahmen von Sendungen in den nichtkommerziellen Lokalradios:
- „Running Radio“ (Hochschule Darmstadt), unregelmäßig auf Radio Darmstadt, im Rahmen von Veranstaltungsradios und zuweilen auf SWR2. Das Radioprojekt, das am Fachbereich Media der Hochschule Darmstadt angesiedelt ist, verfolgt insbesondere die Idee eines „jungen“ Kulturradio-Programms
- Campusradio Mainz auf Radio RheinWelle 92,5 (Wiesbaden)
- Unihört (Marburg) auf Radio Unerhört Marburg 90,1 oder als Podcast
- Radio DauerWelle (Frankfurt am Main)

### Mecklenburg-Vorpommern
- RadioHIRN[9] – Das Studentenradio der Hochschule Neubrandenburg

### Niedersachsen
Hochschulradio in Niedersachsen findet unter anderem in Form von Redaktionen und Sendungen in den Bürgerrundfunk-Sendern statt.
- 141.41.19.7 – experimentelles Radio der Hochschule für Bildende Künste Braunschweig[10][11]
- RadioXYZ – Radioprojekt an der TU-Braunschweig[12]
- OHR – Ostfalia Hochschulradio (Salzgitter)
- CAMPUSlife – Das Hochschulradio für Wilhelmshaven auf Radio Jade (Wilhelmshaven)
- Katerfrühstück – Das Uniradio für Lüneburg auf Radio ZuSa (Lüneburg)
- UFO – Das Magazin. Unifunk Osnabrück auf osradio (Osnabrück)
- GöHört – Das Campusradio der Universität Göttingen auf Stadtradio Göttingen 107,1
- Campusradio des AStAs der Universität Hildesheim auf Radio Tonkuhle (Hildesheim)
- Campus Radio Lingen auf der Ems-Vechte-Welle (Lingen)

### Nordrhein-Westfalen
Die Landesmedienanstalt des Landes Nordrhein-Westfalen vergibt 24-Stundenlizenzen an Hochschulradios in einem vereinfachten Vergabeverfahren. So besteht für Hochschulradios die Möglichkeit, den Studenten und kooperierenden Vereinen parallel zu öffentlich-rechtlichen Sendern und dem Privatfunk vereinfachten Zugang zu Sendemöglichkeiten zu schaffen.
Als im Jahr 1996 in Nordrhein-Westfalen mit einer Änderung des Landesmediengesetzes Uniradios ermöglicht wurden, erhielt „Radio c.t.“, heute CT das radio, als erstes Campusradio des Landes eine reguläre Sendelizenz und eine eigene Frequenz in Bochum. Fünf weitere folgten in Dortmund, Münster, Düsseldorf, Bielefeld und Köln. Inzwischen kamen auch Ostwestfalen und Bonn/Rhein-Sieg, Duisburg/Essen, Aachen und Siegen hinzu. In Bonn teilten sich bis ins Jahr 2013 mehrere Gruppen die Sendefrequenz.
Die Organisation dieser Sender beruht auf eingetragenen Vereinen; die Mitarbeiter sind ehrenamtlich tätig. Die Hochschulradios finanzieren sich aus Mitteln der Hochschulen, Beiträgen der Vereinsmitglieder und durch Sponsoring. Werbung ist nicht gestattet. Sie senden zwischen zwei und zehn Stunden täglich live. Während der restlichen Zeit werden zum Teil andere Sender übernommen oder ein automatisiertes Musikprogramm ausgestrahlt.
In Nordrhein-Westfalen senden derzeit folgende Hochschulradios:
- BonnFM
- CampusFM (Essen/Duisburg)
- CT das radio (Bochum)
- eldoradio (Dortmund)
- Hertz 87.9 (Bielefeld)
- Hochschulradio Aachen
- Hochschulradio düsseldorf
- Kölncampus (Köln)
- L’UniCo (Paderborn)
- Radio Q (Münster)
- Radio Triquency (Hochschule Ostwestfalen-Lippe)
- radioFH! (Fachhochschule Südwestfalen, Meschede)[13]
- Radius 92.1 (Siegen)

### Rheinland-Pfalz
In Rheinland-Pfalz gibt es zurzeit zwei regelmäßige Campusradios. Die Universität Mainz sendet seit dem Jahr 2002 und ist derzeit täglich von 9 bis 12 Uhr und 17 bis 22 Uhr per Webcast erreichbar. Erst 2009 wurde das Campusradio der Universität Trier gegründet und sendet seitdem regelmäßig per Webcast.
An der Fachhochschule Kaiserslautern gibt es jährlich zum Tag des Offenen Campus eine eintägige Radiosendung auf der Frequenz 87,6 MHz, welche rund um Kaiserslautern zu empfangen ist.

### Saarland
Im Saarland lief zwischen 1999 und 2002 das wöchentliche zweistündige Magazin Univox auf dem Offenen Kanal. Dieser wurde im März 2002 eingestellt. Insgesamt wurden knapp 200 Sendungen ausgestrahlt.
Ende Januar 2011 startete das neugegründete Campusradio Funkloch, jedoch wird das Projekt nicht mehr angeboten.

### Sachsen
In Sachsen gibt es fünf eigenständig sendende Hochschulradios. In Leipzig sendet das Hochschulradio mephisto 97.6 wochentags vier Stunden auf der Leipziger Frequenz von R.SA, seit dem 31. Januar 2018 ist es außerdem durchgehend über Internetstream auf der Webseite des Hochschulsenders und über DAB+ zu empfangen.
In Chemnitz sendet Radio UNiCC täglich von 18:00 bis 19:00 Uhr auf der Frequenz von Apollo radio (102,7 MHz), im Rahmen des nichtkommerziellen Lokalsenders Radio T, sowie 24 Stunden am Tag über DAB+ im Raum Chemnitz und Umgebung und Internetstream auf der Webseite des Campusradios.
In Mittweida betreibt der Fachbereich Medien der Hochschule Mittweida (FH) einen studentischen Ausbildungssender. 99drei Radio Mittweida sendet 24 Stunden auf der eigenen Frequenz 99,3 und ist nahezu im gesamten Gebiet des ehemaligen Landkreises Mittweida zu empfangen. Der Sender positioniert sich selber als bürgernaher Stadtsender, weniger als Campusradio. Der Sender ist auch über Internet zu empfangen.
In Freiberg sendet das StuNet Radio während der Vorlesungszeiten regelmäßig über einen Internetstream auf der Webseite des Hochschulsenders. Derzeit ist das Projekt StuNet Radio pausiert.
In Dresden startete im Jahr 2009 ein eigenes Radioprojekt unter dem Namen „Campusradio Dresden“. Das Radio produziert vier Sendungen im Monat, darunter das Magazin „Funkstube“, die Musiksendungen „Album des Monats“ und „Tracks 'n' Talk“, sowie seit Februar 2015 „Das Filmmagazin“. Monatlich werden so 320 Sendeminuten des Bürgerradios coloRadio gefüllt, außerdem werden in großem Umfang Podcasts für die eigene Website produziert.

### Sachsen-Anhalt
In Sachsen-Anhalt gibt es derzeit Guericke FM, das Uniradio der Otto-von-Guericke-Universität Magdeburg, auf dem Offenen Kanal Magdeburg und im Internet als Webstream. Außerdem zweimal im Monat in Halle eine Sendung der Martin-Luther Universität Unimono auf Radio Corax.

### Schleswig-Holstein
In Schleswig-Holstein gibt es mehrere Hochschulradio-Programme, welche zum Teil als mehrstündige Sendungen über die Frequenzen des Offenen Kanals Schleswig-Holstein gesendet werden. Dazu zählen:
- Campusradio Kiel, das Campusradio an der Christian-Albrechts-Universität zu Kiel vom Studentenwerk Schleswig-Holstein, sendet werktags zu verschiedenen Zeiten auf KielFM[20]
- Campus RadioAktiv, von der Fachhochschule Kiel, sendet werktags von 12 bis 13 Uhr sowie donnerstags zusätzlich von 8 bis 10 Uhr auf KielFM[21][22]
- CampusFM Westküste, von der Fachhochschule Westküste in Heide (Holstein), sendet jeden dritten Mittwoch im Monat von 20 bis 21 Uhr auf WestküsteFM[23]

Ehemals wurde auch ein Campusradio Lübeck der Hochschulen in Lübeck (Musikhochschule Lübeck, Technische Hochschule Lübeck, Universität) über Offener Kanal Lübeck (Lübeck FM) ausgestrahlt.

### Thüringen
In Thüringen gibt es vier Hochschulradios in Ilmenau, Jena, Weimar und Erfurt. Während in Ilmenau die Frequenz 24 Stunden genutzt wird, sendet das Campusradio Jena täglich bis zu 4 Stunden und das Weimarer Programm nur drei Stunden am Montagabend, während in der Rest der Zeit das nichtkommerzielle Radio F.R.E.I. und der Offene Kanal Funkwerk senden. In Erfurt sendet die Studierendenredaktion von Radio F.R.E.I. jeden dritten Dienstag im Monat von 20:00 bis 21:00 Uhr:
- radio hsf (Ilmenau)
- Bauhaus FM, früher Studio B11 (Weimar)
- Campusradio Jena (Jena)
- UNIversal – Dein Studierendenmagazin für Erfurt[25] (Erfurt)

## Österreich
Das erste österreichische Uniradio startete 1994 in Salzburg als Sendung im ORF-Programm Radio Salzburg. Ein eigenständig sendendes Hochschulradio gibt es derzeit zweimal in Österreich: Radio Radieschen in Wien, sowie in St. Pölten das Campus Radio 94.4.
Seit 1997 gibt es jedoch auch an der Fachhochschule Vorarlberg das „Studentenradio Achwelle“, welches sowohl über einen 24-Stunden-Webstream, als auch über zwei Sendefenster im ORF (Radio Vorarlberg) als auch „Radio Proton“ verfügt.
Andere studentische Sendungen sind bei den freien Radios Österreichs zu finden, sowie in Wien Radio UTON und „Radio Dynamic“ auf dem multikulturellen Programm Radio 1476 des ORF. Als Internet-Radio hat sich das Radio X-Stream der Fachhochschule Salzburg etabliert.

## Schweiz
In der Schweiz gibt es zwei eigenständig sendende Hochschulradios:
- Fréquence Banane, Hochschulradio EPFL/UNIL, Lausanne
- Radio Radius, Studierendenradio ETH, Zürich
- Toxic.fm, gegründet an der Universität St. Gallen

Weiters senden studentische Radioinitiativen im Rahmen der Lokalradios:
- CampusRadio (Luzern) auf Radio 3fach. Sendezeit: Jeden Dienstag von 19.00 bis 20.00 Uhr.
- Sirup.FM (kurz für „Student*Innen Radiosendung von Uni und Poly.FM“). Studierendenradio – (Zürich) auf Radio LoRa. Sendezeit: Jeden Freitag von 21:00 bis 22:00 Uhr.
- UNIBOX (Bern) auf Radio RaBe
- Unimix (Freiburg im Üechtland) auf Radio Freiburg und Radio Fribourg